# Moore südlich Königsdorf, Rothenrainer Moore und Königsdorfer Alm
Moore südlich Königsdorf, Rothenrainer Moore und Königsdorfer Alm este o arie protejată (arie specială de conservare — SAC, sit de importanță comunitară — SCI) din Germania întinsă pe o suprafață de 1.071,62 ha, integral pe uscat.

## Localizare
Centrul sitului Moore südlich Königsdorf, Rothenrainer Moore und Königsdorfer Alm este situat la coordonatele 47°47′38″N 11°29′51″E / 47.7939°N 11.4975°E.

## Înființare
Situl Moore südlich Königsdorf, Rothenrainer Moore und Königsdorfer Alm a fost declarat sit de importanță comunitară în noiembrie 2004 pentru a proteja 1 specie de plante și 6 specii de animale. Situl a fost protejat și ca arie specială de conservare în aprilie 2016.

## Biodiversitate
Situată în ecoregiunea continentală, aria protejată conține 13 habitate naturale: Ape puternic oligomezotrofe cu vegetație bentonică cu Chara spp., Cursuri de apă de la nivel de câmpie la nivel montan, cu vegetație Ranunculion fluitantis și Callitricho-Batrachion, Pajiști uscate seminaturale și facies de acoperire cu tufișuri pe substraturi calcaroase (Festuco-Brometalia) (* situri importante pentru orhidee), Pajiști uscate seminaturale și facies de acoperire cu tufișuri pe substraturi calcaroase (Festuco-Brometalia) (* situri importante pentru orhidee), Formațiuni ierboase bogate în specii de Nardus, dezvoltate pe substraturi silicioase în zone montane (și în zone submontane, în Europa continentală), Pajiști cu Molinia pe soluri calcaroase, turboase sau argilos-nămoloase (Molinion caeruleae), Liziere de ierburi înalte hidrofile de câmpie și de nivel montan până la alpin, Turbării active, Mlaștini oligotrofe degradate, capabile încă de regenerare naturală, Mlaștini turboase de tranziție și turbării mișcătoare, Mlaștini alcaline, Păduri de fag Asperulo-Fagetum, Mlaștini împădurite.
La baza desemnării sitului se află mai multe specii protejate:
- plante (1): Gladiolus palustris
- amfibieni (2): izvoraș-cu-burta-galbenă (Bombina variegata), triton cu creastă (Triturus cristatus)
- nevertebrate (4): Coenagrion mercuriale, fluturele auriu (Euphydryas aurinia), Lycaena helle, phengaris nausithous (Maculinea nausithous)